# Pat Perez
Patrick A. (Pat) Perez (Phoenix, 1 maart 1976) is een Amerikaans golfer die sinds 2002 actief is op de Amerikaanse PGA Tour.

## Loopbaan
In 1997 werd Perez een golfprofessional en speelde meteen op de Nationwide Tour waar hij in 2000 zijn eerste profzege behaalde door het BUY.COM Ozarks Open te winnen.
In 2002 debuteerde hij op de Amerikaanse PGA Tour en behaalde in 2009 zijn eerste zege op de PGA Tour door de Bob Hope Classic te winnen.

## Prestaties

### Professional
Amerikaanse PGA Tour
| Nr. | Datum           | Toernooi         | Score              | Score | Info                          |
| --- | --------------- | ---------------- | ------------------ | ----- | ----------------------------- |
| 1   | 25 januari 2009 | Bob Hope Classic | 61-63-67-67-69=327 | –33   | Het was een 90-holes-toernooi |

Nationwide Tour
- 2000: BUY.COM Ozarks Open

Overige
- 2002: Champions Challenge (met John Daly)